# Cieza, Cantabria
Cieza là một đô thị thuộc cộng đồng tự trị Cantabria, Tây Ban Nha. Theo điều tra dân số năm 2007, đô thị này có dân số là 664 người. Thủ phủ là enllayuso de Cieza.

## Biến động dân số
| 1900  | 1910  | 1920  | 1930  | 1940  | 1950  | 1960  | 1970  | 1980 | 1990 | 2000 | 2005 |
| ----- | ----- | ----- | ----- | ----- | ----- | ----- | ----- | ---- | ---- | ---- | ---- |
| 1.002 | 1.050 | 1.058 | 1.221 | 1.220 | 1.224 | 1.264 | 1.084 | 893  | 825  | 682  | 664  |

Fuente: INE